# Международный конкурс пианистов в Хамамацу
Международный конкурс пианистов в Хамамацу (яп. 浜松国際ピアノコンクール) — соревнование пианистов, исполняющих академическую музыку, проходящее в японском городе Хамамацу начиная с 1991 года, когда конкурс был впервые проведён в ознаменование 80-летия города. Президентом конкурса является мэр города.
Среди членов жюри конкурса в разные годы были, в частности, Дмитрий Башкиров, Михаил Воскресенский, Вера Горностаева, Виктор Мержанов, Сергей Доренский, Жермена Мунье, Жак Рувье, Данг Тхай Шон, Серджо Пертикароли, Мишель Берофф, Галина Черны-Стефаньска, Фанни Уотермен, Джером Ловенталь.

## Лауреаты
| 1991 | Сергей Бабаян (Армения)                                                                        |
| 1994 | Виктор Лядов (Россия)                                                                          |
| 1997 | Алессио Бакс (Италия)                                                                          |
| 2000 | Александр Гаврилюк (Украина)                                                                   |
| 2003 | первая премия не присуждена (второе место — Александр Кобрин (Россия) и Рафал Блехач (Польша)) |
| 2006 | Алексей Горлач (Украина)                                                                       |
| 2009 | Чо Сон Чжин (Южная Корея)                                                                      |
| 2012 | Илья Рашковский (Россия)}                                                                      |